# Nephrotheca
Nephrotheca là một chi thực vật có hoa trong họ Cúc (Asteraceae).

## Loài
Chi Nephrotheca gồm các loài: